# Language Systems International
Language Systems International (LSI ou Language Systems), est une école d'anglais langue seconde. C'est la plus grande école aux États-Unis selon le nombre de visas étudiants F-1 inscrits, d'après les statistiques du gouvernement des États-Unis. LSI existe depuis 1987 et a quatre sites dans le sud de la Californie.

## Histoire
Fondée en 1987 à Alhambra (Californie), Language Systems s'est agrandi rapidement avec l'afflux d'étudiants asiatiques venant étudier dans la région de Los Angeles dans les années 1990. La rapide croissance pendant cette décennie a conduit à l'ouverture d'écoles dans le centre de Wilshire de Los Angeles (connu aussi sous le nom de Koreatown), et à Fullerton (Californie). La dernière école fut ouverte à Torrance, Californie fondée en 1997.
Les attaques terroristes du 11 septembre 2001 dans la ville de New York, ajoutées à la difficulté grandissante et les conditions pour obtenir un visa étudiant pour les États-Unis, ont entrainé une chute du nombre d'étudiants internationaux aux États-Unis en 2002 et 2003. Postérieurement, Language Systems International a constaté une baisse importante des inscriptions des étudiants dans les trois années qui ont suivi les événements du 11 septembre 2001. Par conséquent, Language Systems a mis en place une stratégie marketing visant l'Europe de l'Ouest, le Japon, la Corée du Sud, Taïwan et la Thaïlande.  Depuis 2005, cette stratégie, associée aux facilités des politiques de visas ainsi qu'à la baisse du dollar, ont permis à Language Systems International de se maintenir et même de dépasser ses prévisions de croissance datant d'avant le 11/09 (pré 11/09) pour l'année 2006. Toutes les écoles se sont agrandies, avec le centre d'Alhambra et de Fullerton qui ont déménagé dans des immeubles plus grands en 2007. À court terme l'école prévoit d'ouvrir des centres d'anglais à Las Vegas, New York et San Francisco.

## Classes

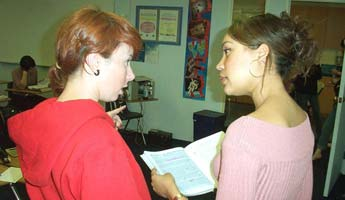
Enseignant (droite) et étudiant en train de parler

Les classes se portent principalement sur l'anglais en tant que seconde langue (ESL) et à la préparation au TOEFL. Approximativement, 50 % des étudiants présents à LSI prévoient de suivre les cours d'une école supérieure ou à l'université après avoir obtenu le niveau d'anglais approprié pour l'école ou ils souhaitent s'inscrire. Beaucoup de ces étudiants prévoient de passer l'examen du TOEFL comme cela est exigé dans beaucoup d'universités.
Les autres classes comprennent la préparation du GMAT et GRE, la préparation du TOEIC et récemment IELTS. LSI offre, également, des classes de conversation et de réduction d'accent pour les étudiants qui souhaitent principalement améliorer leur niveau de conversation.
La durée hebdomadaire des cours est de 14.4, 18 ou 24 heures. Pour les classes de 18 heures par semaine ou plus, les étudiants doivent obtenir un visa étudiant pour étudier aux États-Unis. Les classes en dessous de 18 heures (les classes de 14.4 heures ou les cours privés) sont considérés comme étant du mi-temps et donc ne requièrent pas l'obtention d'un visa étudiant F-1 par le gouvernement des États-Unis. Les étudiants qui choisissent ce programme de 14.4 heures (ou moins) sont donc soit les résidents, soit les étudiants avec un visa touriste ou ceux participant au programme de dispense de visa. 

## Centre de test

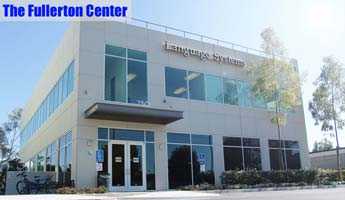
Le centre de Orange County, Fullerton, CA

LSI est un centre officiel de test du TOEFL IBT et du TOEIC. L'école prévoit de devenir un centre de test officiel du GMAT IBT une fois que ETS aura changé le GMAT au format IBT.

## Écoles supérieures n'exigeant pas le TOEFL pour les étudiants à LSI
- Cerritos College, Cerritos CA
- Cypress College, Cypress CA[2]
- East Los Angeles College, Los Angeles CA
- El Camino College, Torrance CA[3]
- Fullerton College, Fullerton CA
- Los Angeles Harbor College, Wilmington CA
- Orange Coast College, Orange CA
- Pasadena City College, Pasadena CA[4]
- Santa Monica College, Santa Monica CA